# Silje Vesterbekkmo
Silje Vesterbekkmo (Mosjøen, 22 giugno 1983) è un'ex calciatrice norvegese, di ruolo portiere. Ha speso la maggior parte della carriera al Røa, col quale ha vinto un campionato nazionale e due coppe nazionali. Ha collezionato nove presenze nella nazionale norvegese.

## Carriera

### Club
Silje Vesterbekkmo ha giocato in diverse squadre, rimanendo sempre nella Toppserien, la massima divisione del campionato norvegese. Ha fatto il suo esordio nella stagione 1999 con la maglia del Grand Bodø e proprio al Grand Bodø ha concluso la sua carriera nel 2017. Per quasi metà della carriera ha giocato al Røa, società con la quale ha vinto dei trofei: campionato e coppa nazionale nella stagione 2004, e una seconda coppa di Norvegia nella stagione 2006. Grazie alla vittoria del campionato, il Røa ha partecipato all'UEFA Women's Cup 2005-2006, venendo eliminato già alla prima fase a gironi. Nella terza partita del girone 4, vinta dal Røa 3-2 sulle finlandesi dell'FC United, Vesterbekkmo mise a segno su calcio di rigore il gol del temporaneo pareggio sull'1-1.
Nel 2007, dopo cinque stagioni di fila al Røa tornò al Grand Bodø, rimanendovi una sola stagione, conclusasi con l'ultimo posto e la conseguente retrocessione. Nelle tre successive stagioni giocò al Fløya, per poi passare al Medkila. Nel 2013 tornò al Røa per giocarvi altre quattro stagioni, chiudendo con due presenze al Grand Bodø nel 2017.

### Nazionale
Dopo aver giocato in diverse selezioni nazionali giovanili norvegesi, Vesterbekkmo iniziò ad essere convocata nella nazionale maggiore non ancora ventenne. Infatti, nel 2003 venne inserita dal selezionatore Åge Steen nella rosa della nazionale norvegese che prese parte al campionato mondiale 2003, senza, però, giocare alcuna partita.
Tornò ad essere convocata dieci anni dopo, facendo il suo esordio in nazionale il 6 aprile 2013 nell'amichevole persa per 3-1 contro la Svizzera. Venne poi inserita dal selezionatore Even Pellerud nella lista delle calciatrici per il campionato europeo 2013, giocando altre due amichevoli di preparazione, subentrando alla titolare Ingrid Hjelmseth. Nel corso del campionato s'infortunò in allenamento dopo aver provato ad emulare René Higuita eseguendo il colpo dello scorpione, lasciando così il ruolo di riserva alla compagna di squadra Nora Neset Gjøen.
Due anni dopo venne convocata anche per il campionato mondiale 2015. Scese in campo il 15 giugno per i minuti finali della partita vinta per 3-1 sulla Costa d'Avorio e valida per la terza giornata della fase a gironi, subentrando a Hjelmseth e facendo il suo esordio nella fase finale di un torneo internazionale.

## Statistiche

### Cronologia presenze e reti in nazionale
| Cronologia completa delle presenze e delle reti in nazionale ― Norvegia | Cronologia completa delle presenze e delle reti in nazionale ― Norvegia | Cronologia completa delle presenze e delle reti in nazionale ― Norvegia | Cronologia completa delle presenze e delle reti in nazionale ― Norvegia | Cronologia completa delle presenze e delle reti in nazionale ― Norvegia | Cronologia completa delle presenze e delle reti in nazionale ― Norvegia | Cronologia completa delle presenze e delle reti in nazionale ― Norvegia | Cronologia completa delle presenze e delle reti in nazionale ― Norvegia |
| Data                                                                    | Città                                                                   | In casa                                                                 | Risultato                                                               | Ospiti                                                                  | Competizione                                                            | Reti                                                                    | Note                                                                    |
| ----------------------------------------------------------------------- | ----------------------------------------------------------------------- | ----------------------------------------------------------------------- | ----------------------------------------------------------------------- | ----------------------------------------------------------------------- | ----------------------------------------------------------------------- | ----------------------------------------------------------------------- | ----------------------------------------------------------------------- |
| 6-4-2013                                                                | Nyon                                                                    | Svizzera                                                                | 3 – 1                                                                   | Norvegia                                                                | Amichevole                                                              | -3                                                                      | 76’                                                                     |
| 29-6-2013                                                               | Reims                                                                   | Francia                                                                 | 1 – 0                                                                   | Norvegia                                                                | Amichevole                                                              | -                                                                       | 74’                                                                     |
| 5-7-2013                                                                | Moss                                                                    | Norvegia                                                                | 2 – 3                                                                   | Russia                                                                  | Amichevole                                                              | -                                                                       | 63’                                                                     |
| 7-3-2014                                                                | Lagos                                                                   | Islanda                                                                 | 2 – 1                                                                   | Norvegia                                                                | Algarve Cup 2014                                                        | -2                                                                      |                                                                         |
| 14-6-2014                                                               | Trondheim                                                               | Norvegia                                                                | 6 – 0                                                                   | Grecia                                                                  | Qual. Mondiali 2015                                                     | -                                                                       |                                                                         |
| 27-11-2014                                                              | Randaberg                                                               | Norvegia                                                                | 2 – 0                                                                   | Nuova Zelanda                                                           | Amichevole                                                              | -                                                                       |                                                                         |
| 4-3-2015                                                                | Vila Real de Santo António                                              | Stati Uniti                                                             | 2 – 1                                                                   | Norvegia                                                                | Algarve Cup 2015                                                        | -2                                                                      |                                                                         |
| 9-3-2015                                                                | Albufeira                                                               | Svizzera                                                                | 2 – 2                                                                   | Norvegia                                                                | Algarve Cup 2015                                                        | -2                                                                      |                                                                         |
| 15-6-2015                                                               | Moncton                                                                 | Costa d'Avorio                                                          | 1 – 3                                                                   | Norvegia                                                                | Mondiali 2015 - Fase a gironi                                           | -                                                                       | 79’                                                                     |
| Totale                                                                  |                                                                         | Presenze                                                                | 9                                                                       |                                                                         | Reti                                                                    | -9                                                                      |                                                                         |

## Palmarès

### Club
- Toppserien: 1

Røa: 2004
- Coppa di Norvegia: 2

Røa: 2004, 2006